# Гуцисько (Шидловецький повіт)
Гуцисько (пол. Hucisko) — село в Польщі, у гміні Шидловець Шидловецького повіту Мазовецького воєводства.
Населення — 208 осіб (2011).
У 1975-1998 роках село належало до Радомського воєводства.

## Демографія
Демографічна структура станом на 31 березня 2011 року:
|          | Загалом | Допрацездатний вік | Працездатний вік | Постпрацездатний вік |
| -------- | ------- | ------------------ | ---------------- | -------------------- |
| Чоловіки | 108     | 27                 | 70               | 11                   |
| Жінки    | 100     | 14                 | 53               | 33                   |
| Разом    | 208     | 41                 | 123              | 44                   |